# 何諾三世
何諾三世（拉丁語：Honorius PP. III；1148年—1227年3月18日）本名琴喬（Cencio），1216年7月18日當選教宗，同年7月24日即位至1227年3月18日為止。

## 譯名列表

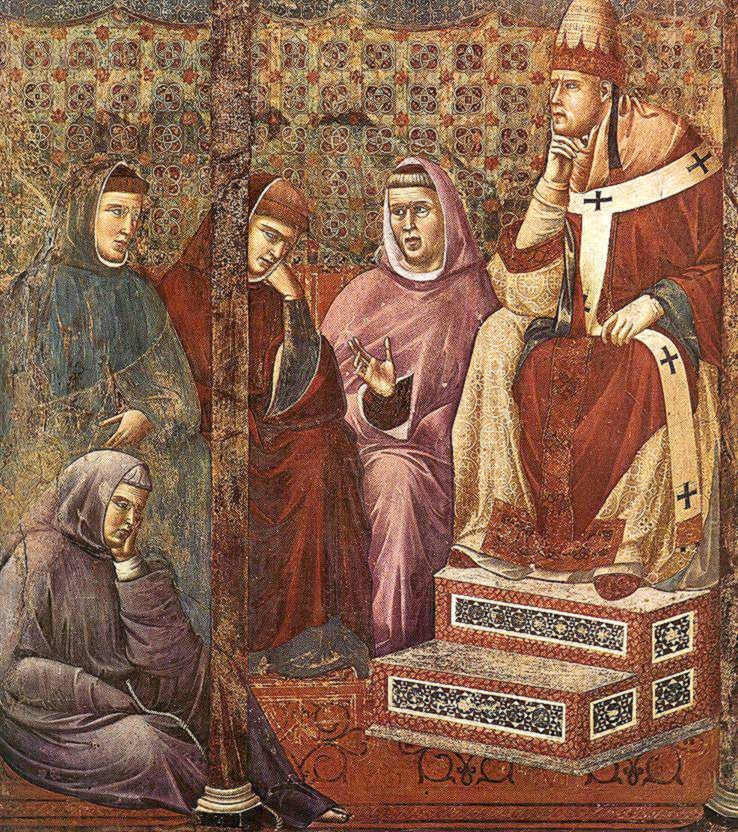
喬托·迪·邦多納所畫的何諾三世（座上者）

- 洪諾留三世：大英簡明百科[永久]、大英綫上繁體中文版[永久]作洪諾留。
- 洪诺留三世：《世界人名翻譯大辭典》1993年版作洪诺留。
- 三世：香港天主教教區檔案　歷任教宗作。
- 霍諾里烏斯三世：中国大百科智慧藏　外國人名譯名對照表作霍諾里烏斯。
- 霍诺里乌斯三世： （页面存档备份，存于）